# Champagnac-la-Prune
Champagnac-la-Prune ist eine französische Gemeinde mit 150 Einwohnern (Stand 1. Januar 2022) im Département Corrèze in der Region Nouvelle-Aquitaine. Die Einwohner nennen sich Champagnacois(es).

## Geografie
Die Gemeinde liegt im Zentralmassiv und ist von ausgedehnten Wäldern umgeben. Die Präfektur des Départements Tulle befindet sich etwa 25 Kilometer nordwestlich und Égletons 32 Kilometer leicht nordöstlich.
Nachbargemeinden von Champagnac-la-Prune sind Gumond im Norden, La Roche-Canillac im Nordosten, Saint-Martin-la-Méanne im Osten, Argentat-sur-Dordogne mit Saint-Bazile-de-la-Roche im Südosten, Saint-Bonnet-Elvert im Süden, Saint-Sylvain im Südwesten sowie Saint-Paul im Westen.

## Etymologie
Zunächst hieß der Ort Champagnac-près Laroche, dann Champagnac-lès-Roche und schließlich Champagnac-la-Pauvre. Später bekam die Gemeinde ihren heutigen Namen.

## Wappen
Beschreibung: In Silber drei (2;1) sechsstrahlige rote Sterne unter einem roten Schildhaupt.

## Geschichte
Die Pfarrgemeinde, deren Schutzpatron der hl. Petrus war, gehörte zum Bistum Limoges. Es gab zwei Schlösser im Ort: Das Château de la Gautherie wurde im 19. Jahrhundert renoviert. Das Château de la Roche Lafont im Weiler Grafeuille war bis Ende des 14. Jahrhunderts Sitz der Familie d’Aigrefeuille. Die Familie Gauthier war bis zu ihrem Aussterben im 14. Jahrhundert Herr über das andere Schloss. Später besaßen es die Familien Chaunac, Soudeilles und Beaufort. 1843 wurden die Weiler Le Chassang, Le Theil, Graffeuille und Les Vergnes eingemeindet.

## Sehenswürdigkeiten
- Kirche aus dem 11. Jahrhundert, im 15. Jahrhundert umgebaut
- Steinkreuz
- Alte Häuser mit Schieferdächern
- Pont de la Mère und Pont du Moulin de la Mère
- Cascade du Perbos, Wasserfall des Flusses Tamat
- Ruine der alten Mühle
- Gemeindeteich[1]

## Einwohnerentwicklung
| Jahr      | 1962 | 1968 | 1975 | 1982 | 1990 | 1999 | 2007 | 2016 |
| Einwohner | 275  | 282  | 263  | 219  | 167  | 160  | 166  | 163  |